# George Everest
Sir George Everest (Crickhowell, 4 luglio 1790 – Greenwich, 1º dicembre 1866) è stato un geografo e cartografo britannico, per la precisione gallese.
Fu il Topografo Generale dell'India dal 1830 al 1843. Massone, fu membro della loggia  di Londra Prince of Wales's No 493  (in seguito No 259). Il Monte Everest fu chiamato così in suo onore, dal successore Andrew Scott Waugh. Muore nel 1866 e viene sepolto nel cimitero parrocchiale di Sant'Andrea ad Hove, nell'East Sussex.